# Tolumnia sylvestris
Tolumnia sylvestris là một loài thực vật có hoa trong họ Lan. Loài này được (Lindl.) Braem miêu tả khoa học đầu tiên năm 1986.